# Reiko Aylesworth
Reiko Aylesworth (Chicago, 9 december 1972) is een Amerikaans actrice die vooral bekend is geworden door haar succesvolle personage Michelle Dessler in de televisieserie 24. Haar voorouders komen uit Nederland, Wales en Japan.
Aylesworth verhuisde op haar dertiende naar Seattle. Ze ging naar de Washington State University maar stopte haar studie nadat ze een talentenjacht van ABC won. Ze speelde sindsdien mee in verschillende televisieseries en films waaronder Childhood's End (1997), Man on the Moon (1999) en Crazylove (2005) en de serie 24.
In 2007 heeft ze een hoofdrol in de film Aliens vs. Predator: Requiem. In 2009 duikt ze op in de serie Lost.
- Biblioteca Nacional de España: XX4694147
- Bibliothèque nationale de France: cb15113855f (data)
- Gemeinsame Normdatei: 1315361604
- International Standard Name Identifier: 0000 0001 1616 4534
- Library of Congress Control Number: no2007026608
- Nationale Bibliotheek van Tsjechië: xx0314792
- Nationale Bibliotheek van Polen: a0000002466042
- Système universitaire de documentation: 192203487
- Virtual International Authority File: 32294268
- WorldCat: E39PBJvMBgFvhdHBdf7xPyhCQq